# 勤医協苫小牧病院
勤医協苫小牧病院（きんいきょうとまこまいびょういん）は、公益社団法人北海道勤労者医療協会が北海道苫小牧市見山町に設置する病院。

## 概要
急性期病棟42・回復期リハビリテーション病棟38の計80床、急性期病棟の中には12床の地域包括ケア病床を導入している。
全日本民主医療機関連合会(民医連)に加盟している。

## 診療科[3]
- 内科[3]
- リウマチ科[3]
- 整形外科[3]
- リハビリテーション科[3]

## 医療機関の認定
(この節の出典)
- 保険医療機関
- 労災保険指定医療機関
- 指定自立支援医療機関（更生医療）
- 指定自立支援医療機関（育成医療）
- 身体障害者福祉法指定医の配置されている医療機関
- 生活保護法指定医療機関(中国残留邦人等の円滑な帰国の促進並びに永住帰国した中国残留邦人等及び特定配偶者の自立の支援に関する法律(平成6年法律第30号)に基づく指定医療機関を含む。)
- 結核指定医療機関
- 特定疾患治療研究事業委託医療機関
- 在宅療養支援病院
- 難病の患者に対する医療等に関する法律(平成26年法律第50号)に基づく指定医療機関
- 原子爆弾被害者医療指定医療機関
- 無料低額診療事業実施医療機関

## 交通アクセス
- JR室蘭線・日高線苫小牧駅から車で約5分
- 道南バス「北光小学校前」停留所下車

## 関連施設
- 勤医協中央病院 - 札幌市東区
- 勤医協札幌病院 - 札幌市白石区
- 勤医協札幌西区病院 - 札幌市西区

## 周辺
- 苫小牧市立北光小学校
- 苫小牧信用金庫 西支店